# Pien-pa Ca-si
Pien-pa Ca-si (čínsky pchin-jinem Bianba Zaxi, * 20. února 1965) je čínský horolezec původem z Tibetu. Na svém kontě má 14 úspěšných výstupů na 13 osmitisícovek. Chybí mu pouze výstup na nejvyšší horu světa Mount Everest.

## Horolezecké úspěchy
Jeho první osmitisícovkou byla v roce 1985 Čo Oju. Roku 1992 se mu podařil první přechod čínské sedmitisícovky Namčhe Barwa. O rok později vystoupil na Annapurnu a Dhaulágirí a rok na to na Šiša Pangmu a Čo Oju. Roku 1998 navíc vystoupil na dvě vysoké osmitisícovky Kančendžengu a Lhoce v jednom roce.

## Úspěšné výstupy na osmitisícovky
- 1985 Čo Oju (8201 m)
- 1993 Dhaulágirí (8167 m)
- 1993 Annapurna (8091 m)
- 1994 Šiša Pangma (8013 m)
- 1994 Čo Oju (8201 m)
- 1995 Gašerbrum II (8035 m)
- 1996 Manáslu (8163 m)
- 1997 Nanga Parbat (8125 m)
- 1998 Lhoce (8516 m)
- 1998 Kančendženga (8586 m)
- 2001 Broad Peak (8047 m)
- 2003 Makalu (8465 m)
- 2004 K2 (8611 m)
- 2005 Gašerbrum I (8068 m)

## Další úspěšné výstupy
- 1992 Namčhe Barwa (7782 m)